# Xara Xtreme

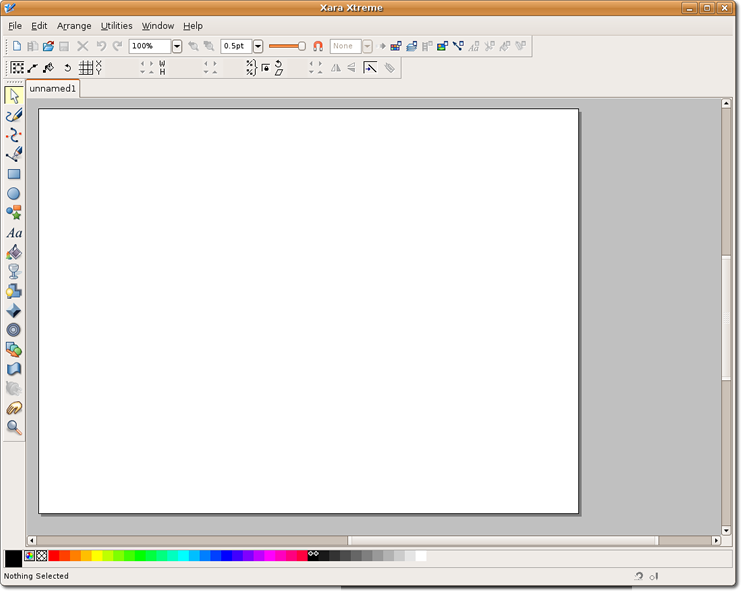
Xara Xtreme voor Linux

Xara Xtreme (voorheen Xara X) is een 2D vector graphics editor, ontwikkeld door het Britse softwarebedrijf Xara. Xara is onderdeel van Magix.
Xara Xtreme is net als de overige vectorpaketten een programma waarmee afbeeldingen worden gemaakt die grotendeels bestaan uit lijnen en vlakken. Xtreme is echter zeer snel in vergelijking met andere vectorpakketten als het neerkomt op werken met bitmaps. Dit is hoofdzakelijk te danken aan de rendering engine die het pakket gebruikt voor de weergave op het beeldscherm. Deze rendering engine is grotendeels in assembly geschreven en is dus zeer compact en daardoor erg snel.

## Platformen
Xara Xtreme werd oorspronkelijk ontwikkeld voor Microsoft Windows. De commerciële versie runt nog steeds onder Windows. Verder bestaat er een opensourceversie voor Linux.

## Ontwikkeling
Xara Xtreme heeft haar wortels in de Acorn Risc PC. Dit platform was destijds haar tijd ver vooruit in vergelijking met Windows. De originele fabrikant, Computer Concepts, waagde de overstap naar Windows met de komst van een redelijk solide 32-bit engine voor Windows (1994). Xara was destijds een van de eerste 32-bits applicaties en draaide al onder Windows 3.11 met Win32s. Het pakket heette toen Art Studio.
De belangrijkste concurrent van dat moment was Corel met het pakket CorelDraw 5. Zij kochten al snel een licentie en gingen voor Computer Concept de marketing verzorgen. Tegelijkertijd bedong Corel rechten op het gebruik van sommige concepten die door deze Engelse firma waren bedacht en die het werken met het pakket vereenvoudigde. De nieuwe versie zag het daglicht als CorelXara.
In mei 2007 werd Xara Xtreme 3.2 uitgebracht, gevolgd door 4.0 in april 2008.

## Versies

### Versies voorMicrosoft Windows
- Xara X (commerciële versie) - uitgebracht in 2000
- Xara X¹ (commerciële versie) - uitgebracht in 2004
- Xara Xtreme (commerciële versie met commerciële plugins) - uitgebracht in 2005
- Xara Xtreme XS (een lichte versie van Xara Xtreme zonder plugins en geen bevel/shadow/outline tools, commerciële versie) - uitgebracht in 2006
- Xara Xtreme PRO (commerciële versie met verbeterde functies) - uitgebracht in 2006
- Xara Xtreme en Xtreme PRO 3.2 (Pro incl. Xara 3D6) - uitgebracht in mei 2007
- Xara Xtreme en Xtreme PRO 4.0 - uitgebracht in april 2008
- Xara Xtreme en Xtreme Pro 5.1 - uitgebracht in juni 2009
- Xara Photo & Graphic Designer 6 (Xara Xtreme) en Xara Designer Pro 6 (Xtreme Pro) - uitgebracht in juni 2010

### Versies voorLinux
- Xara Xtreme for Linux (opensourceversie) - uitgebracht in 2006